# Valerij Šanšin
Valerij Jur'evič Šan'šin, in russo Валерий Юрьевич Шаньшин? (Oš, 21 aprile 1961), è un compositore di scacchi kirghiso (sovietico fino al 1991). È noto come Valery Shanshin nei paesi occidentali.

## Biografia
Dal 1978 ha pubblicato oltre 520 problemi e studi, principalmente problemi di matto in due mosse. Ha ottenuto più di duecento premi, tra cui settanta primi premi, in tornei composizione .
Ha vinto due volte il campionato del mondo di composizione a squadre (World Chess Composition Tourney): nel 1989-1992 (4º WCCT) con la squadra sovietica, e nel 2005-2008 (8º WCCT) con la squadra russa.
Ha ottenuto il titolo di Maestro internazionale della composizione nel 1998 e di Grande Maestro della composizione nel 2007.
Di professione è un tipografo altamente specializzato.
Tre sue composizioni:
|   | a | b | c | d | e | f | g | h |   |
| 8 | a8 re del bianco · e7 alfiere del bianco · g7 alfiere del nero · h7 donna del bianco · a6 pedone del nero · g6 torre del nero · h6 donna del nero · a5 pedone del nero · b5 pedone del nero · d5 cavallo del bianco · f5 torre del bianco · b4 pedone del bianco · c4 re del nero · d3 torre del bianco · e3 pedone del bianco · e2 pedone del bianco · g2 torre del nero · h1 alfiere del bianco | a8 re del bianco · e7 alfiere del bianco · g7 alfiere del nero · h7 donna del bianco · a6 pedone del nero · g6 torre del nero · h6 donna del nero · a5 pedone del nero · b5 pedone del nero · d5 cavallo del bianco · f5 torre del bianco · b4 pedone del bianco · c4 re del nero · d3 torre del bianco · e3 pedone del bianco · e2 pedone del bianco · g2 torre del nero · h1 alfiere del bianco | a8 re del bianco · e7 alfiere del bianco · g7 alfiere del nero · h7 donna del bianco · a6 pedone del nero · g6 torre del nero · h6 donna del nero · a5 pedone del nero · b5 pedone del nero · d5 cavallo del bianco · f5 torre del bianco · b4 pedone del bianco · c4 re del nero · d3 torre del bianco · e3 pedone del bianco · e2 pedone del bianco · g2 torre del nero · h1 alfiere del bianco | a8 re del bianco · e7 alfiere del bianco · g7 alfiere del nero · h7 donna del bianco · a6 pedone del nero · g6 torre del nero · h6 donna del nero · a5 pedone del nero · b5 pedone del nero · d5 cavallo del bianco · f5 torre del bianco · b4 pedone del bianco · c4 re del nero · d3 torre del bianco · e3 pedone del bianco · e2 pedone del bianco · g2 torre del nero · h1 alfiere del bianco | a8 re del bianco · e7 alfiere del bianco · g7 alfiere del nero · h7 donna del bianco · a6 pedone del nero · g6 torre del nero · h6 donna del nero · a5 pedone del nero · b5 pedone del nero · d5 cavallo del bianco · f5 torre del bianco · b4 pedone del bianco · c4 re del nero · d3 torre del bianco · e3 pedone del bianco · e2 pedone del bianco · g2 torre del nero · h1 alfiere del bianco | a8 re del bianco · e7 alfiere del bianco · g7 alfiere del nero · h7 donna del bianco · a6 pedone del nero · g6 torre del nero · h6 donna del nero · a5 pedone del nero · b5 pedone del nero · d5 cavallo del bianco · f5 torre del bianco · b4 pedone del bianco · c4 re del nero · d3 torre del bianco · e3 pedone del bianco · e2 pedone del bianco · g2 torre del nero · h1 alfiere del bianco | a8 re del bianco · e7 alfiere del bianco · g7 alfiere del nero · h7 donna del bianco · a6 pedone del nero · g6 torre del nero · h6 donna del nero · a5 pedone del nero · b5 pedone del nero · d5 cavallo del bianco · f5 torre del bianco · b4 pedone del bianco · c4 re del nero · d3 torre del bianco · e3 pedone del bianco · e2 pedone del bianco · g2 torre del nero · h1 alfiere del bianco | a8 re del bianco · e7 alfiere del bianco · g7 alfiere del nero · h7 donna del bianco · a6 pedone del nero · g6 torre del nero · h6 donna del nero · a5 pedone del nero · b5 pedone del nero · d5 cavallo del bianco · f5 torre del bianco · b4 pedone del bianco · c4 re del nero · d3 torre del bianco · e3 pedone del bianco · e2 pedone del bianco · g2 torre del nero · h1 alfiere del bianco | 8 |
| 7 | a8 re del bianco · e7 alfiere del bianco · g7 alfiere del nero · h7 donna del bianco · a6 pedone del nero · g6 torre del nero · h6 donna del nero · a5 pedone del nero · b5 pedone del nero · d5 cavallo del bianco · f5 torre del bianco · b4 pedone del bianco · c4 re del nero · d3 torre del bianco · e3 pedone del bianco · e2 pedone del bianco · g2 torre del nero · h1 alfiere del bianco | a8 re del bianco · e7 alfiere del bianco · g7 alfiere del nero · h7 donna del bianco · a6 pedone del nero · g6 torre del nero · h6 donna del nero · a5 pedone del nero · b5 pedone del nero · d5 cavallo del bianco · f5 torre del bianco · b4 pedone del bianco · c4 re del nero · d3 torre del bianco · e3 pedone del bianco · e2 pedone del bianco · g2 torre del nero · h1 alfiere del bianco | a8 re del bianco · e7 alfiere del bianco · g7 alfiere del nero · h7 donna del bianco · a6 pedone del nero · g6 torre del nero · h6 donna del nero · a5 pedone del nero · b5 pedone del nero · d5 cavallo del bianco · f5 torre del bianco · b4 pedone del bianco · c4 re del nero · d3 torre del bianco · e3 pedone del bianco · e2 pedone del bianco · g2 torre del nero · h1 alfiere del bianco | a8 re del bianco · e7 alfiere del bianco · g7 alfiere del nero · h7 donna del bianco · a6 pedone del nero · g6 torre del nero · h6 donna del nero · a5 pedone del nero · b5 pedone del nero · d5 cavallo del bianco · f5 torre del bianco · b4 pedone del bianco · c4 re del nero · d3 torre del bianco · e3 pedone del bianco · e2 pedone del bianco · g2 torre del nero · h1 alfiere del bianco | a8 re del bianco · e7 alfiere del bianco · g7 alfiere del nero · h7 donna del bianco · a6 pedone del nero · g6 torre del nero · h6 donna del nero · a5 pedone del nero · b5 pedone del nero · d5 cavallo del bianco · f5 torre del bianco · b4 pedone del bianco · c4 re del nero · d3 torre del bianco · e3 pedone del bianco · e2 pedone del bianco · g2 torre del nero · h1 alfiere del bianco | a8 re del bianco · e7 alfiere del bianco · g7 alfiere del nero · h7 donna del bianco · a6 pedone del nero · g6 torre del nero · h6 donna del nero · a5 pedone del nero · b5 pedone del nero · d5 cavallo del bianco · f5 torre del bianco · b4 pedone del bianco · c4 re del nero · d3 torre del bianco · e3 pedone del bianco · e2 pedone del bianco · g2 torre del nero · h1 alfiere del bianco | a8 re del bianco · e7 alfiere del bianco · g7 alfiere del nero · h7 donna del bianco · a6 pedone del nero · g6 torre del nero · h6 donna del nero · a5 pedone del nero · b5 pedone del nero · d5 cavallo del bianco · f5 torre del bianco · b4 pedone del bianco · c4 re del nero · d3 torre del bianco · e3 pedone del bianco · e2 pedone del bianco · g2 torre del nero · h1 alfiere del bianco | a8 re del bianco · e7 alfiere del bianco · g7 alfiere del nero · h7 donna del bianco · a6 pedone del nero · g6 torre del nero · h6 donna del nero · a5 pedone del nero · b5 pedone del nero · d5 cavallo del bianco · f5 torre del bianco · b4 pedone del bianco · c4 re del nero · d3 torre del bianco · e3 pedone del bianco · e2 pedone del bianco · g2 torre del nero · h1 alfiere del bianco | 7 |
| 6 | a8 re del bianco · e7 alfiere del bianco · g7 alfiere del nero · h7 donna del bianco · a6 pedone del nero · g6 torre del nero · h6 donna del nero · a5 pedone del nero · b5 pedone del nero · d5 cavallo del bianco · f5 torre del bianco · b4 pedone del bianco · c4 re del nero · d3 torre del bianco · e3 pedone del bianco · e2 pedone del bianco · g2 torre del nero · h1 alfiere del bianco | a8 re del bianco · e7 alfiere del bianco · g7 alfiere del nero · h7 donna del bianco · a6 pedone del nero · g6 torre del nero · h6 donna del nero · a5 pedone del nero · b5 pedone del nero · d5 cavallo del bianco · f5 torre del bianco · b4 pedone del bianco · c4 re del nero · d3 torre del bianco · e3 pedone del bianco · e2 pedone del bianco · g2 torre del nero · h1 alfiere del bianco | a8 re del bianco · e7 alfiere del bianco · g7 alfiere del nero · h7 donna del bianco · a6 pedone del nero · g6 torre del nero · h6 donna del nero · a5 pedone del nero · b5 pedone del nero · d5 cavallo del bianco · f5 torre del bianco · b4 pedone del bianco · c4 re del nero · d3 torre del bianco · e3 pedone del bianco · e2 pedone del bianco · g2 torre del nero · h1 alfiere del bianco | a8 re del bianco · e7 alfiere del bianco · g7 alfiere del nero · h7 donna del bianco · a6 pedone del nero · g6 torre del nero · h6 donna del nero · a5 pedone del nero · b5 pedone del nero · d5 cavallo del bianco · f5 torre del bianco · b4 pedone del bianco · c4 re del nero · d3 torre del bianco · e3 pedone del bianco · e2 pedone del bianco · g2 torre del nero · h1 alfiere del bianco | a8 re del bianco · e7 alfiere del bianco · g7 alfiere del nero · h7 donna del bianco · a6 pedone del nero · g6 torre del nero · h6 donna del nero · a5 pedone del nero · b5 pedone del nero · d5 cavallo del bianco · f5 torre del bianco · b4 pedone del bianco · c4 re del nero · d3 torre del bianco · e3 pedone del bianco · e2 pedone del bianco · g2 torre del nero · h1 alfiere del bianco | a8 re del bianco · e7 alfiere del bianco · g7 alfiere del nero · h7 donna del bianco · a6 pedone del nero · g6 torre del nero · h6 donna del nero · a5 pedone del nero · b5 pedone del nero · d5 cavallo del bianco · f5 torre del bianco · b4 pedone del bianco · c4 re del nero · d3 torre del bianco · e3 pedone del bianco · e2 pedone del bianco · g2 torre del nero · h1 alfiere del bianco | a8 re del bianco · e7 alfiere del bianco · g7 alfiere del nero · h7 donna del bianco · a6 pedone del nero · g6 torre del nero · h6 donna del nero · a5 pedone del nero · b5 pedone del nero · d5 cavallo del bianco · f5 torre del bianco · b4 pedone del bianco · c4 re del nero · d3 torre del bianco · e3 pedone del bianco · e2 pedone del bianco · g2 torre del nero · h1 alfiere del bianco | a8 re del bianco · e7 alfiere del bianco · g7 alfiere del nero · h7 donna del bianco · a6 pedone del nero · g6 torre del nero · h6 donna del nero · a5 pedone del nero · b5 pedone del nero · d5 cavallo del bianco · f5 torre del bianco · b4 pedone del bianco · c4 re del nero · d3 torre del bianco · e3 pedone del bianco · e2 pedone del bianco · g2 torre del nero · h1 alfiere del bianco | 6 |
| 5 | a8 re del bianco · e7 alfiere del bianco · g7 alfiere del nero · h7 donna del bianco · a6 pedone del nero · g6 torre del nero · h6 donna del nero · a5 pedone del nero · b5 pedone del nero · d5 cavallo del bianco · f5 torre del bianco · b4 pedone del bianco · c4 re del nero · d3 torre del bianco · e3 pedone del bianco · e2 pedone del bianco · g2 torre del nero · h1 alfiere del bianco | a8 re del bianco · e7 alfiere del bianco · g7 alfiere del nero · h7 donna del bianco · a6 pedone del nero · g6 torre del nero · h6 donna del nero · a5 pedone del nero · b5 pedone del nero · d5 cavallo del bianco · f5 torre del bianco · b4 pedone del bianco · c4 re del nero · d3 torre del bianco · e3 pedone del bianco · e2 pedone del bianco · g2 torre del nero · h1 alfiere del bianco | a8 re del bianco · e7 alfiere del bianco · g7 alfiere del nero · h7 donna del bianco · a6 pedone del nero · g6 torre del nero · h6 donna del nero · a5 pedone del nero · b5 pedone del nero · d5 cavallo del bianco · f5 torre del bianco · b4 pedone del bianco · c4 re del nero · d3 torre del bianco · e3 pedone del bianco · e2 pedone del bianco · g2 torre del nero · h1 alfiere del bianco | a8 re del bianco · e7 alfiere del bianco · g7 alfiere del nero · h7 donna del bianco · a6 pedone del nero · g6 torre del nero · h6 donna del nero · a5 pedone del nero · b5 pedone del nero · d5 cavallo del bianco · f5 torre del bianco · b4 pedone del bianco · c4 re del nero · d3 torre del bianco · e3 pedone del bianco · e2 pedone del bianco · g2 torre del nero · h1 alfiere del bianco | a8 re del bianco · e7 alfiere del bianco · g7 alfiere del nero · h7 donna del bianco · a6 pedone del nero · g6 torre del nero · h6 donna del nero · a5 pedone del nero · b5 pedone del nero · d5 cavallo del bianco · f5 torre del bianco · b4 pedone del bianco · c4 re del nero · d3 torre del bianco · e3 pedone del bianco · e2 pedone del bianco · g2 torre del nero · h1 alfiere del bianco | a8 re del bianco · e7 alfiere del bianco · g7 alfiere del nero · h7 donna del bianco · a6 pedone del nero · g6 torre del nero · h6 donna del nero · a5 pedone del nero · b5 pedone del nero · d5 cavallo del bianco · f5 torre del bianco · b4 pedone del bianco · c4 re del nero · d3 torre del bianco · e3 pedone del bianco · e2 pedone del bianco · g2 torre del nero · h1 alfiere del bianco | a8 re del bianco · e7 alfiere del bianco · g7 alfiere del nero · h7 donna del bianco · a6 pedone del nero · g6 torre del nero · h6 donna del nero · a5 pedone del nero · b5 pedone del nero · d5 cavallo del bianco · f5 torre del bianco · b4 pedone del bianco · c4 re del nero · d3 torre del bianco · e3 pedone del bianco · e2 pedone del bianco · g2 torre del nero · h1 alfiere del bianco | a8 re del bianco · e7 alfiere del bianco · g7 alfiere del nero · h7 donna del bianco · a6 pedone del nero · g6 torre del nero · h6 donna del nero · a5 pedone del nero · b5 pedone del nero · d5 cavallo del bianco · f5 torre del bianco · b4 pedone del bianco · c4 re del nero · d3 torre del bianco · e3 pedone del bianco · e2 pedone del bianco · g2 torre del nero · h1 alfiere del bianco | 5 |
| 4 | a8 re del bianco · e7 alfiere del bianco · g7 alfiere del nero · h7 donna del bianco · a6 pedone del nero · g6 torre del nero · h6 donna del nero · a5 pedone del nero · b5 pedone del nero · d5 cavallo del bianco · f5 torre del bianco · b4 pedone del bianco · c4 re del nero · d3 torre del bianco · e3 pedone del bianco · e2 pedone del bianco · g2 torre del nero · h1 alfiere del bianco | a8 re del bianco · e7 alfiere del bianco · g7 alfiere del nero · h7 donna del bianco · a6 pedone del nero · g6 torre del nero · h6 donna del nero · a5 pedone del nero · b5 pedone del nero · d5 cavallo del bianco · f5 torre del bianco · b4 pedone del bianco · c4 re del nero · d3 torre del bianco · e3 pedone del bianco · e2 pedone del bianco · g2 torre del nero · h1 alfiere del bianco | a8 re del bianco · e7 alfiere del bianco · g7 alfiere del nero · h7 donna del bianco · a6 pedone del nero · g6 torre del nero · h6 donna del nero · a5 pedone del nero · b5 pedone del nero · d5 cavallo del bianco · f5 torre del bianco · b4 pedone del bianco · c4 re del nero · d3 torre del bianco · e3 pedone del bianco · e2 pedone del bianco · g2 torre del nero · h1 alfiere del bianco | a8 re del bianco · e7 alfiere del bianco · g7 alfiere del nero · h7 donna del bianco · a6 pedone del nero · g6 torre del nero · h6 donna del nero · a5 pedone del nero · b5 pedone del nero · d5 cavallo del bianco · f5 torre del bianco · b4 pedone del bianco · c4 re del nero · d3 torre del bianco · e3 pedone del bianco · e2 pedone del bianco · g2 torre del nero · h1 alfiere del bianco | a8 re del bianco · e7 alfiere del bianco · g7 alfiere del nero · h7 donna del bianco · a6 pedone del nero · g6 torre del nero · h6 donna del nero · a5 pedone del nero · b5 pedone del nero · d5 cavallo del bianco · f5 torre del bianco · b4 pedone del bianco · c4 re del nero · d3 torre del bianco · e3 pedone del bianco · e2 pedone del bianco · g2 torre del nero · h1 alfiere del bianco | a8 re del bianco · e7 alfiere del bianco · g7 alfiere del nero · h7 donna del bianco · a6 pedone del nero · g6 torre del nero · h6 donna del nero · a5 pedone del nero · b5 pedone del nero · d5 cavallo del bianco · f5 torre del bianco · b4 pedone del bianco · c4 re del nero · d3 torre del bianco · e3 pedone del bianco · e2 pedone del bianco · g2 torre del nero · h1 alfiere del bianco | a8 re del bianco · e7 alfiere del bianco · g7 alfiere del nero · h7 donna del bianco · a6 pedone del nero · g6 torre del nero · h6 donna del nero · a5 pedone del nero · b5 pedone del nero · d5 cavallo del bianco · f5 torre del bianco · b4 pedone del bianco · c4 re del nero · d3 torre del bianco · e3 pedone del bianco · e2 pedone del bianco · g2 torre del nero · h1 alfiere del bianco | a8 re del bianco · e7 alfiere del bianco · g7 alfiere del nero · h7 donna del bianco · a6 pedone del nero · g6 torre del nero · h6 donna del nero · a5 pedone del nero · b5 pedone del nero · d5 cavallo del bianco · f5 torre del bianco · b4 pedone del bianco · c4 re del nero · d3 torre del bianco · e3 pedone del bianco · e2 pedone del bianco · g2 torre del nero · h1 alfiere del bianco | 4 |
| 3 | a8 re del bianco · e7 alfiere del bianco · g7 alfiere del nero · h7 donna del bianco · a6 pedone del nero · g6 torre del nero · h6 donna del nero · a5 pedone del nero · b5 pedone del nero · d5 cavallo del bianco · f5 torre del bianco · b4 pedone del bianco · c4 re del nero · d3 torre del bianco · e3 pedone del bianco · e2 pedone del bianco · g2 torre del nero · h1 alfiere del bianco | a8 re del bianco · e7 alfiere del bianco · g7 alfiere del nero · h7 donna del bianco · a6 pedone del nero · g6 torre del nero · h6 donna del nero · a5 pedone del nero · b5 pedone del nero · d5 cavallo del bianco · f5 torre del bianco · b4 pedone del bianco · c4 re del nero · d3 torre del bianco · e3 pedone del bianco · e2 pedone del bianco · g2 torre del nero · h1 alfiere del bianco | a8 re del bianco · e7 alfiere del bianco · g7 alfiere del nero · h7 donna del bianco · a6 pedone del nero · g6 torre del nero · h6 donna del nero · a5 pedone del nero · b5 pedone del nero · d5 cavallo del bianco · f5 torre del bianco · b4 pedone del bianco · c4 re del nero · d3 torre del bianco · e3 pedone del bianco · e2 pedone del bianco · g2 torre del nero · h1 alfiere del bianco | a8 re del bianco · e7 alfiere del bianco · g7 alfiere del nero · h7 donna del bianco · a6 pedone del nero · g6 torre del nero · h6 donna del nero · a5 pedone del nero · b5 pedone del nero · d5 cavallo del bianco · f5 torre del bianco · b4 pedone del bianco · c4 re del nero · d3 torre del bianco · e3 pedone del bianco · e2 pedone del bianco · g2 torre del nero · h1 alfiere del bianco | a8 re del bianco · e7 alfiere del bianco · g7 alfiere del nero · h7 donna del bianco · a6 pedone del nero · g6 torre del nero · h6 donna del nero · a5 pedone del nero · b5 pedone del nero · d5 cavallo del bianco · f5 torre del bianco · b4 pedone del bianco · c4 re del nero · d3 torre del bianco · e3 pedone del bianco · e2 pedone del bianco · g2 torre del nero · h1 alfiere del bianco | a8 re del bianco · e7 alfiere del bianco · g7 alfiere del nero · h7 donna del bianco · a6 pedone del nero · g6 torre del nero · h6 donna del nero · a5 pedone del nero · b5 pedone del nero · d5 cavallo del bianco · f5 torre del bianco · b4 pedone del bianco · c4 re del nero · d3 torre del bianco · e3 pedone del bianco · e2 pedone del bianco · g2 torre del nero · h1 alfiere del bianco | a8 re del bianco · e7 alfiere del bianco · g7 alfiere del nero · h7 donna del bianco · a6 pedone del nero · g6 torre del nero · h6 donna del nero · a5 pedone del nero · b5 pedone del nero · d5 cavallo del bianco · f5 torre del bianco · b4 pedone del bianco · c4 re del nero · d3 torre del bianco · e3 pedone del bianco · e2 pedone del bianco · g2 torre del nero · h1 alfiere del bianco | a8 re del bianco · e7 alfiere del bianco · g7 alfiere del nero · h7 donna del bianco · a6 pedone del nero · g6 torre del nero · h6 donna del nero · a5 pedone del nero · b5 pedone del nero · d5 cavallo del bianco · f5 torre del bianco · b4 pedone del bianco · c4 re del nero · d3 torre del bianco · e3 pedone del bianco · e2 pedone del bianco · g2 torre del nero · h1 alfiere del bianco | 3 |
| 2 | a8 re del bianco · e7 alfiere del bianco · g7 alfiere del nero · h7 donna del bianco · a6 pedone del nero · g6 torre del nero · h6 donna del nero · a5 pedone del nero · b5 pedone del nero · d5 cavallo del bianco · f5 torre del bianco · b4 pedone del bianco · c4 re del nero · d3 torre del bianco · e3 pedone del bianco · e2 pedone del bianco · g2 torre del nero · h1 alfiere del bianco | a8 re del bianco · e7 alfiere del bianco · g7 alfiere del nero · h7 donna del bianco · a6 pedone del nero · g6 torre del nero · h6 donna del nero · a5 pedone del nero · b5 pedone del nero · d5 cavallo del bianco · f5 torre del bianco · b4 pedone del bianco · c4 re del nero · d3 torre del bianco · e3 pedone del bianco · e2 pedone del bianco · g2 torre del nero · h1 alfiere del bianco | a8 re del bianco · e7 alfiere del bianco · g7 alfiere del nero · h7 donna del bianco · a6 pedone del nero · g6 torre del nero · h6 donna del nero · a5 pedone del nero · b5 pedone del nero · d5 cavallo del bianco · f5 torre del bianco · b4 pedone del bianco · c4 re del nero · d3 torre del bianco · e3 pedone del bianco · e2 pedone del bianco · g2 torre del nero · h1 alfiere del bianco | a8 re del bianco · e7 alfiere del bianco · g7 alfiere del nero · h7 donna del bianco · a6 pedone del nero · g6 torre del nero · h6 donna del nero · a5 pedone del nero · b5 pedone del nero · d5 cavallo del bianco · f5 torre del bianco · b4 pedone del bianco · c4 re del nero · d3 torre del bianco · e3 pedone del bianco · e2 pedone del bianco · g2 torre del nero · h1 alfiere del bianco | a8 re del bianco · e7 alfiere del bianco · g7 alfiere del nero · h7 donna del bianco · a6 pedone del nero · g6 torre del nero · h6 donna del nero · a5 pedone del nero · b5 pedone del nero · d5 cavallo del bianco · f5 torre del bianco · b4 pedone del bianco · c4 re del nero · d3 torre del bianco · e3 pedone del bianco · e2 pedone del bianco · g2 torre del nero · h1 alfiere del bianco | a8 re del bianco · e7 alfiere del bianco · g7 alfiere del nero · h7 donna del bianco · a6 pedone del nero · g6 torre del nero · h6 donna del nero · a5 pedone del nero · b5 pedone del nero · d5 cavallo del bianco · f5 torre del bianco · b4 pedone del bianco · c4 re del nero · d3 torre del bianco · e3 pedone del bianco · e2 pedone del bianco · g2 torre del nero · h1 alfiere del bianco | a8 re del bianco · e7 alfiere del bianco · g7 alfiere del nero · h7 donna del bianco · a6 pedone del nero · g6 torre del nero · h6 donna del nero · a5 pedone del nero · b5 pedone del nero · d5 cavallo del bianco · f5 torre del bianco · b4 pedone del bianco · c4 re del nero · d3 torre del bianco · e3 pedone del bianco · e2 pedone del bianco · g2 torre del nero · h1 alfiere del bianco | a8 re del bianco · e7 alfiere del bianco · g7 alfiere del nero · h7 donna del bianco · a6 pedone del nero · g6 torre del nero · h6 donna del nero · a5 pedone del nero · b5 pedone del nero · d5 cavallo del bianco · f5 torre del bianco · b4 pedone del bianco · c4 re del nero · d3 torre del bianco · e3 pedone del bianco · e2 pedone del bianco · g2 torre del nero · h1 alfiere del bianco | 2 |
| 1 | a8 re del bianco · e7 alfiere del bianco · g7 alfiere del nero · h7 donna del bianco · a6 pedone del nero · g6 torre del nero · h6 donna del nero · a5 pedone del nero · b5 pedone del nero · d5 cavallo del bianco · f5 torre del bianco · b4 pedone del bianco · c4 re del nero · d3 torre del bianco · e3 pedone del bianco · e2 pedone del bianco · g2 torre del nero · h1 alfiere del bianco | a8 re del bianco · e7 alfiere del bianco · g7 alfiere del nero · h7 donna del bianco · a6 pedone del nero · g6 torre del nero · h6 donna del nero · a5 pedone del nero · b5 pedone del nero · d5 cavallo del bianco · f5 torre del bianco · b4 pedone del bianco · c4 re del nero · d3 torre del bianco · e3 pedone del bianco · e2 pedone del bianco · g2 torre del nero · h1 alfiere del bianco | a8 re del bianco · e7 alfiere del bianco · g7 alfiere del nero · h7 donna del bianco · a6 pedone del nero · g6 torre del nero · h6 donna del nero · a5 pedone del nero · b5 pedone del nero · d5 cavallo del bianco · f5 torre del bianco · b4 pedone del bianco · c4 re del nero · d3 torre del bianco · e3 pedone del bianco · e2 pedone del bianco · g2 torre del nero · h1 alfiere del bianco | a8 re del bianco · e7 alfiere del bianco · g7 alfiere del nero · h7 donna del bianco · a6 pedone del nero · g6 torre del nero · h6 donna del nero · a5 pedone del nero · b5 pedone del nero · d5 cavallo del bianco · f5 torre del bianco · b4 pedone del bianco · c4 re del nero · d3 torre del bianco · e3 pedone del bianco · e2 pedone del bianco · g2 torre del nero · h1 alfiere del bianco | a8 re del bianco · e7 alfiere del bianco · g7 alfiere del nero · h7 donna del bianco · a6 pedone del nero · g6 torre del nero · h6 donna del nero · a5 pedone del nero · b5 pedone del nero · d5 cavallo del bianco · f5 torre del bianco · b4 pedone del bianco · c4 re del nero · d3 torre del bianco · e3 pedone del bianco · e2 pedone del bianco · g2 torre del nero · h1 alfiere del bianco | a8 re del bianco · e7 alfiere del bianco · g7 alfiere del nero · h7 donna del bianco · a6 pedone del nero · g6 torre del nero · h6 donna del nero · a5 pedone del nero · b5 pedone del nero · d5 cavallo del bianco · f5 torre del bianco · b4 pedone del bianco · c4 re del nero · d3 torre del bianco · e3 pedone del bianco · e2 pedone del bianco · g2 torre del nero · h1 alfiere del bianco | a8 re del bianco · e7 alfiere del bianco · g7 alfiere del nero · h7 donna del bianco · a6 pedone del nero · g6 torre del nero · h6 donna del nero · a5 pedone del nero · b5 pedone del nero · d5 cavallo del bianco · f5 torre del bianco · b4 pedone del bianco · c4 re del nero · d3 torre del bianco · e3 pedone del bianco · e2 pedone del bianco · g2 torre del nero · h1 alfiere del bianco | a8 re del bianco · e7 alfiere del bianco · g7 alfiere del nero · h7 donna del bianco · a6 pedone del nero · g6 torre del nero · h6 donna del nero · a5 pedone del nero · b5 pedone del nero · d5 cavallo del bianco · f5 torre del bianco · b4 pedone del bianco · c4 re del nero · d3 torre del bianco · e3 pedone del bianco · e2 pedone del bianco · g2 torre del nero · h1 alfiere del bianco | 1 |
|   | a | b | c | d | e | f | g | h |   |

Soluzione:
Tentativo: 1. Af6?  (2. Tc3#)

1...axb4 2. Cb6# - 1...Axf6 2. Dc7#,

ma  1...Dxe3!
Chiave: 1.Tf6!  (min. 2. Cb6#)

1... Txe2  2. Tc3#

1... Dxe3  2. Cxe3#

|   | a | b | c | d | e | f | g | h |   |
| 8 | b7 donna del nero · g7 cavallo del nero · e5 pedone del nero · c4 alfiere del bianco · f4 pedone del nero · b3 torre del bianco · d3 pedone del bianco · e3 re del nero · f3 pedone del bianco · h3 donna del bianco · d2 torre del nero · e2 cavallo del bianco · c1 alfiere del bianco · e1 torre del bianco · g1 re del bianco | b7 donna del nero · g7 cavallo del nero · e5 pedone del nero · c4 alfiere del bianco · f4 pedone del nero · b3 torre del bianco · d3 pedone del bianco · e3 re del nero · f3 pedone del bianco · h3 donna del bianco · d2 torre del nero · e2 cavallo del bianco · c1 alfiere del bianco · e1 torre del bianco · g1 re del bianco | b7 donna del nero · g7 cavallo del nero · e5 pedone del nero · c4 alfiere del bianco · f4 pedone del nero · b3 torre del bianco · d3 pedone del bianco · e3 re del nero · f3 pedone del bianco · h3 donna del bianco · d2 torre del nero · e2 cavallo del bianco · c1 alfiere del bianco · e1 torre del bianco · g1 re del bianco | b7 donna del nero · g7 cavallo del nero · e5 pedone del nero · c4 alfiere del bianco · f4 pedone del nero · b3 torre del bianco · d3 pedone del bianco · e3 re del nero · f3 pedone del bianco · h3 donna del bianco · d2 torre del nero · e2 cavallo del bianco · c1 alfiere del bianco · e1 torre del bianco · g1 re del bianco | b7 donna del nero · g7 cavallo del nero · e5 pedone del nero · c4 alfiere del bianco · f4 pedone del nero · b3 torre del bianco · d3 pedone del bianco · e3 re del nero · f3 pedone del bianco · h3 donna del bianco · d2 torre del nero · e2 cavallo del bianco · c1 alfiere del bianco · e1 torre del bianco · g1 re del bianco | b7 donna del nero · g7 cavallo del nero · e5 pedone del nero · c4 alfiere del bianco · f4 pedone del nero · b3 torre del bianco · d3 pedone del bianco · e3 re del nero · f3 pedone del bianco · h3 donna del bianco · d2 torre del nero · e2 cavallo del bianco · c1 alfiere del bianco · e1 torre del bianco · g1 re del bianco | b7 donna del nero · g7 cavallo del nero · e5 pedone del nero · c4 alfiere del bianco · f4 pedone del nero · b3 torre del bianco · d3 pedone del bianco · e3 re del nero · f3 pedone del bianco · h3 donna del bianco · d2 torre del nero · e2 cavallo del bianco · c1 alfiere del bianco · e1 torre del bianco · g1 re del bianco | b7 donna del nero · g7 cavallo del nero · e5 pedone del nero · c4 alfiere del bianco · f4 pedone del nero · b3 torre del bianco · d3 pedone del bianco · e3 re del nero · f3 pedone del bianco · h3 donna del bianco · d2 torre del nero · e2 cavallo del bianco · c1 alfiere del bianco · e1 torre del bianco · g1 re del bianco | 8 |
| 7 | b7 donna del nero · g7 cavallo del nero · e5 pedone del nero · c4 alfiere del bianco · f4 pedone del nero · b3 torre del bianco · d3 pedone del bianco · e3 re del nero · f3 pedone del bianco · h3 donna del bianco · d2 torre del nero · e2 cavallo del bianco · c1 alfiere del bianco · e1 torre del bianco · g1 re del bianco | b7 donna del nero · g7 cavallo del nero · e5 pedone del nero · c4 alfiere del bianco · f4 pedone del nero · b3 torre del bianco · d3 pedone del bianco · e3 re del nero · f3 pedone del bianco · h3 donna del bianco · d2 torre del nero · e2 cavallo del bianco · c1 alfiere del bianco · e1 torre del bianco · g1 re del bianco | b7 donna del nero · g7 cavallo del nero · e5 pedone del nero · c4 alfiere del bianco · f4 pedone del nero · b3 torre del bianco · d3 pedone del bianco · e3 re del nero · f3 pedone del bianco · h3 donna del bianco · d2 torre del nero · e2 cavallo del bianco · c1 alfiere del bianco · e1 torre del bianco · g1 re del bianco | b7 donna del nero · g7 cavallo del nero · e5 pedone del nero · c4 alfiere del bianco · f4 pedone del nero · b3 torre del bianco · d3 pedone del bianco · e3 re del nero · f3 pedone del bianco · h3 donna del bianco · d2 torre del nero · e2 cavallo del bianco · c1 alfiere del bianco · e1 torre del bianco · g1 re del bianco | b7 donna del nero · g7 cavallo del nero · e5 pedone del nero · c4 alfiere del bianco · f4 pedone del nero · b3 torre del bianco · d3 pedone del bianco · e3 re del nero · f3 pedone del bianco · h3 donna del bianco · d2 torre del nero · e2 cavallo del bianco · c1 alfiere del bianco · e1 torre del bianco · g1 re del bianco | b7 donna del nero · g7 cavallo del nero · e5 pedone del nero · c4 alfiere del bianco · f4 pedone del nero · b3 torre del bianco · d3 pedone del bianco · e3 re del nero · f3 pedone del bianco · h3 donna del bianco · d2 torre del nero · e2 cavallo del bianco · c1 alfiere del bianco · e1 torre del bianco · g1 re del bianco | b7 donna del nero · g7 cavallo del nero · e5 pedone del nero · c4 alfiere del bianco · f4 pedone del nero · b3 torre del bianco · d3 pedone del bianco · e3 re del nero · f3 pedone del bianco · h3 donna del bianco · d2 torre del nero · e2 cavallo del bianco · c1 alfiere del bianco · e1 torre del bianco · g1 re del bianco | b7 donna del nero · g7 cavallo del nero · e5 pedone del nero · c4 alfiere del bianco · f4 pedone del nero · b3 torre del bianco · d3 pedone del bianco · e3 re del nero · f3 pedone del bianco · h3 donna del bianco · d2 torre del nero · e2 cavallo del bianco · c1 alfiere del bianco · e1 torre del bianco · g1 re del bianco | 7 |
| 6 | b7 donna del nero · g7 cavallo del nero · e5 pedone del nero · c4 alfiere del bianco · f4 pedone del nero · b3 torre del bianco · d3 pedone del bianco · e3 re del nero · f3 pedone del bianco · h3 donna del bianco · d2 torre del nero · e2 cavallo del bianco · c1 alfiere del bianco · e1 torre del bianco · g1 re del bianco | b7 donna del nero · g7 cavallo del nero · e5 pedone del nero · c4 alfiere del bianco · f4 pedone del nero · b3 torre del bianco · d3 pedone del bianco · e3 re del nero · f3 pedone del bianco · h3 donna del bianco · d2 torre del nero · e2 cavallo del bianco · c1 alfiere del bianco · e1 torre del bianco · g1 re del bianco | b7 donna del nero · g7 cavallo del nero · e5 pedone del nero · c4 alfiere del bianco · f4 pedone del nero · b3 torre del bianco · d3 pedone del bianco · e3 re del nero · f3 pedone del bianco · h3 donna del bianco · d2 torre del nero · e2 cavallo del bianco · c1 alfiere del bianco · e1 torre del bianco · g1 re del bianco | b7 donna del nero · g7 cavallo del nero · e5 pedone del nero · c4 alfiere del bianco · f4 pedone del nero · b3 torre del bianco · d3 pedone del bianco · e3 re del nero · f3 pedone del bianco · h3 donna del bianco · d2 torre del nero · e2 cavallo del bianco · c1 alfiere del bianco · e1 torre del bianco · g1 re del bianco | b7 donna del nero · g7 cavallo del nero · e5 pedone del nero · c4 alfiere del bianco · f4 pedone del nero · b3 torre del bianco · d3 pedone del bianco · e3 re del nero · f3 pedone del bianco · h3 donna del bianco · d2 torre del nero · e2 cavallo del bianco · c1 alfiere del bianco · e1 torre del bianco · g1 re del bianco | b7 donna del nero · g7 cavallo del nero · e5 pedone del nero · c4 alfiere del bianco · f4 pedone del nero · b3 torre del bianco · d3 pedone del bianco · e3 re del nero · f3 pedone del bianco · h3 donna del bianco · d2 torre del nero · e2 cavallo del bianco · c1 alfiere del bianco · e1 torre del bianco · g1 re del bianco | b7 donna del nero · g7 cavallo del nero · e5 pedone del nero · c4 alfiere del bianco · f4 pedone del nero · b3 torre del bianco · d3 pedone del bianco · e3 re del nero · f3 pedone del bianco · h3 donna del bianco · d2 torre del nero · e2 cavallo del bianco · c1 alfiere del bianco · e1 torre del bianco · g1 re del bianco | b7 donna del nero · g7 cavallo del nero · e5 pedone del nero · c4 alfiere del bianco · f4 pedone del nero · b3 torre del bianco · d3 pedone del bianco · e3 re del nero · f3 pedone del bianco · h3 donna del bianco · d2 torre del nero · e2 cavallo del bianco · c1 alfiere del bianco · e1 torre del bianco · g1 re del bianco | 6 |
| 5 | b7 donna del nero · g7 cavallo del nero · e5 pedone del nero · c4 alfiere del bianco · f4 pedone del nero · b3 torre del bianco · d3 pedone del bianco · e3 re del nero · f3 pedone del bianco · h3 donna del bianco · d2 torre del nero · e2 cavallo del bianco · c1 alfiere del bianco · e1 torre del bianco · g1 re del bianco | b7 donna del nero · g7 cavallo del nero · e5 pedone del nero · c4 alfiere del bianco · f4 pedone del nero · b3 torre del bianco · d3 pedone del bianco · e3 re del nero · f3 pedone del bianco · h3 donna del bianco · d2 torre del nero · e2 cavallo del bianco · c1 alfiere del bianco · e1 torre del bianco · g1 re del bianco | b7 donna del nero · g7 cavallo del nero · e5 pedone del nero · c4 alfiere del bianco · f4 pedone del nero · b3 torre del bianco · d3 pedone del bianco · e3 re del nero · f3 pedone del bianco · h3 donna del bianco · d2 torre del nero · e2 cavallo del bianco · c1 alfiere del bianco · e1 torre del bianco · g1 re del bianco | b7 donna del nero · g7 cavallo del nero · e5 pedone del nero · c4 alfiere del bianco · f4 pedone del nero · b3 torre del bianco · d3 pedone del bianco · e3 re del nero · f3 pedone del bianco · h3 donna del bianco · d2 torre del nero · e2 cavallo del bianco · c1 alfiere del bianco · e1 torre del bianco · g1 re del bianco | b7 donna del nero · g7 cavallo del nero · e5 pedone del nero · c4 alfiere del bianco · f4 pedone del nero · b3 torre del bianco · d3 pedone del bianco · e3 re del nero · f3 pedone del bianco · h3 donna del bianco · d2 torre del nero · e2 cavallo del bianco · c1 alfiere del bianco · e1 torre del bianco · g1 re del bianco | b7 donna del nero · g7 cavallo del nero · e5 pedone del nero · c4 alfiere del bianco · f4 pedone del nero · b3 torre del bianco · d3 pedone del bianco · e3 re del nero · f3 pedone del bianco · h3 donna del bianco · d2 torre del nero · e2 cavallo del bianco · c1 alfiere del bianco · e1 torre del bianco · g1 re del bianco | b7 donna del nero · g7 cavallo del nero · e5 pedone del nero · c4 alfiere del bianco · f4 pedone del nero · b3 torre del bianco · d3 pedone del bianco · e3 re del nero · f3 pedone del bianco · h3 donna del bianco · d2 torre del nero · e2 cavallo del bianco · c1 alfiere del bianco · e1 torre del bianco · g1 re del bianco | b7 donna del nero · g7 cavallo del nero · e5 pedone del nero · c4 alfiere del bianco · f4 pedone del nero · b3 torre del bianco · d3 pedone del bianco · e3 re del nero · f3 pedone del bianco · h3 donna del bianco · d2 torre del nero · e2 cavallo del bianco · c1 alfiere del bianco · e1 torre del bianco · g1 re del bianco | 5 |
| 4 | b7 donna del nero · g7 cavallo del nero · e5 pedone del nero · c4 alfiere del bianco · f4 pedone del nero · b3 torre del bianco · d3 pedone del bianco · e3 re del nero · f3 pedone del bianco · h3 donna del bianco · d2 torre del nero · e2 cavallo del bianco · c1 alfiere del bianco · e1 torre del bianco · g1 re del bianco | b7 donna del nero · g7 cavallo del nero · e5 pedone del nero · c4 alfiere del bianco · f4 pedone del nero · b3 torre del bianco · d3 pedone del bianco · e3 re del nero · f3 pedone del bianco · h3 donna del bianco · d2 torre del nero · e2 cavallo del bianco · c1 alfiere del bianco · e1 torre del bianco · g1 re del bianco | b7 donna del nero · g7 cavallo del nero · e5 pedone del nero · c4 alfiere del bianco · f4 pedone del nero · b3 torre del bianco · d3 pedone del bianco · e3 re del nero · f3 pedone del bianco · h3 donna del bianco · d2 torre del nero · e2 cavallo del bianco · c1 alfiere del bianco · e1 torre del bianco · g1 re del bianco | b7 donna del nero · g7 cavallo del nero · e5 pedone del nero · c4 alfiere del bianco · f4 pedone del nero · b3 torre del bianco · d3 pedone del bianco · e3 re del nero · f3 pedone del bianco · h3 donna del bianco · d2 torre del nero · e2 cavallo del bianco · c1 alfiere del bianco · e1 torre del bianco · g1 re del bianco | b7 donna del nero · g7 cavallo del nero · e5 pedone del nero · c4 alfiere del bianco · f4 pedone del nero · b3 torre del bianco · d3 pedone del bianco · e3 re del nero · f3 pedone del bianco · h3 donna del bianco · d2 torre del nero · e2 cavallo del bianco · c1 alfiere del bianco · e1 torre del bianco · g1 re del bianco | b7 donna del nero · g7 cavallo del nero · e5 pedone del nero · c4 alfiere del bianco · f4 pedone del nero · b3 torre del bianco · d3 pedone del bianco · e3 re del nero · f3 pedone del bianco · h3 donna del bianco · d2 torre del nero · e2 cavallo del bianco · c1 alfiere del bianco · e1 torre del bianco · g1 re del bianco | b7 donna del nero · g7 cavallo del nero · e5 pedone del nero · c4 alfiere del bianco · f4 pedone del nero · b3 torre del bianco · d3 pedone del bianco · e3 re del nero · f3 pedone del bianco · h3 donna del bianco · d2 torre del nero · e2 cavallo del bianco · c1 alfiere del bianco · e1 torre del bianco · g1 re del bianco | b7 donna del nero · g7 cavallo del nero · e5 pedone del nero · c4 alfiere del bianco · f4 pedone del nero · b3 torre del bianco · d3 pedone del bianco · e3 re del nero · f3 pedone del bianco · h3 donna del bianco · d2 torre del nero · e2 cavallo del bianco · c1 alfiere del bianco · e1 torre del bianco · g1 re del bianco | 4 |
| 3 | b7 donna del nero · g7 cavallo del nero · e5 pedone del nero · c4 alfiere del bianco · f4 pedone del nero · b3 torre del bianco · d3 pedone del bianco · e3 re del nero · f3 pedone del bianco · h3 donna del bianco · d2 torre del nero · e2 cavallo del bianco · c1 alfiere del bianco · e1 torre del bianco · g1 re del bianco | b7 donna del nero · g7 cavallo del nero · e5 pedone del nero · c4 alfiere del bianco · f4 pedone del nero · b3 torre del bianco · d3 pedone del bianco · e3 re del nero · f3 pedone del bianco · h3 donna del bianco · d2 torre del nero · e2 cavallo del bianco · c1 alfiere del bianco · e1 torre del bianco · g1 re del bianco | b7 donna del nero · g7 cavallo del nero · e5 pedone del nero · c4 alfiere del bianco · f4 pedone del nero · b3 torre del bianco · d3 pedone del bianco · e3 re del nero · f3 pedone del bianco · h3 donna del bianco · d2 torre del nero · e2 cavallo del bianco · c1 alfiere del bianco · e1 torre del bianco · g1 re del bianco | b7 donna del nero · g7 cavallo del nero · e5 pedone del nero · c4 alfiere del bianco · f4 pedone del nero · b3 torre del bianco · d3 pedone del bianco · e3 re del nero · f3 pedone del bianco · h3 donna del bianco · d2 torre del nero · e2 cavallo del bianco · c1 alfiere del bianco · e1 torre del bianco · g1 re del bianco | b7 donna del nero · g7 cavallo del nero · e5 pedone del nero · c4 alfiere del bianco · f4 pedone del nero · b3 torre del bianco · d3 pedone del bianco · e3 re del nero · f3 pedone del bianco · h3 donna del bianco · d2 torre del nero · e2 cavallo del bianco · c1 alfiere del bianco · e1 torre del bianco · g1 re del bianco | b7 donna del nero · g7 cavallo del nero · e5 pedone del nero · c4 alfiere del bianco · f4 pedone del nero · b3 torre del bianco · d3 pedone del bianco · e3 re del nero · f3 pedone del bianco · h3 donna del bianco · d2 torre del nero · e2 cavallo del bianco · c1 alfiere del bianco · e1 torre del bianco · g1 re del bianco | b7 donna del nero · g7 cavallo del nero · e5 pedone del nero · c4 alfiere del bianco · f4 pedone del nero · b3 torre del bianco · d3 pedone del bianco · e3 re del nero · f3 pedone del bianco · h3 donna del bianco · d2 torre del nero · e2 cavallo del bianco · c1 alfiere del bianco · e1 torre del bianco · g1 re del bianco | b7 donna del nero · g7 cavallo del nero · e5 pedone del nero · c4 alfiere del bianco · f4 pedone del nero · b3 torre del bianco · d3 pedone del bianco · e3 re del nero · f3 pedone del bianco · h3 donna del bianco · d2 torre del nero · e2 cavallo del bianco · c1 alfiere del bianco · e1 torre del bianco · g1 re del bianco | 3 |
| 2 | b7 donna del nero · g7 cavallo del nero · e5 pedone del nero · c4 alfiere del bianco · f4 pedone del nero · b3 torre del bianco · d3 pedone del bianco · e3 re del nero · f3 pedone del bianco · h3 donna del bianco · d2 torre del nero · e2 cavallo del bianco · c1 alfiere del bianco · e1 torre del bianco · g1 re del bianco | b7 donna del nero · g7 cavallo del nero · e5 pedone del nero · c4 alfiere del bianco · f4 pedone del nero · b3 torre del bianco · d3 pedone del bianco · e3 re del nero · f3 pedone del bianco · h3 donna del bianco · d2 torre del nero · e2 cavallo del bianco · c1 alfiere del bianco · e1 torre del bianco · g1 re del bianco | b7 donna del nero · g7 cavallo del nero · e5 pedone del nero · c4 alfiere del bianco · f4 pedone del nero · b3 torre del bianco · d3 pedone del bianco · e3 re del nero · f3 pedone del bianco · h3 donna del bianco · d2 torre del nero · e2 cavallo del bianco · c1 alfiere del bianco · e1 torre del bianco · g1 re del bianco | b7 donna del nero · g7 cavallo del nero · e5 pedone del nero · c4 alfiere del bianco · f4 pedone del nero · b3 torre del bianco · d3 pedone del bianco · e3 re del nero · f3 pedone del bianco · h3 donna del bianco · d2 torre del nero · e2 cavallo del bianco · c1 alfiere del bianco · e1 torre del bianco · g1 re del bianco | b7 donna del nero · g7 cavallo del nero · e5 pedone del nero · c4 alfiere del bianco · f4 pedone del nero · b3 torre del bianco · d3 pedone del bianco · e3 re del nero · f3 pedone del bianco · h3 donna del bianco · d2 torre del nero · e2 cavallo del bianco · c1 alfiere del bianco · e1 torre del bianco · g1 re del bianco | b7 donna del nero · g7 cavallo del nero · e5 pedone del nero · c4 alfiere del bianco · f4 pedone del nero · b3 torre del bianco · d3 pedone del bianco · e3 re del nero · f3 pedone del bianco · h3 donna del bianco · d2 torre del nero · e2 cavallo del bianco · c1 alfiere del bianco · e1 torre del bianco · g1 re del bianco | b7 donna del nero · g7 cavallo del nero · e5 pedone del nero · c4 alfiere del bianco · f4 pedone del nero · b3 torre del bianco · d3 pedone del bianco · e3 re del nero · f3 pedone del bianco · h3 donna del bianco · d2 torre del nero · e2 cavallo del bianco · c1 alfiere del bianco · e1 torre del bianco · g1 re del bianco | b7 donna del nero · g7 cavallo del nero · e5 pedone del nero · c4 alfiere del bianco · f4 pedone del nero · b3 torre del bianco · d3 pedone del bianco · e3 re del nero · f3 pedone del bianco · h3 donna del bianco · d2 torre del nero · e2 cavallo del bianco · c1 alfiere del bianco · e1 torre del bianco · g1 re del bianco | 2 |
| 1 | b7 donna del nero · g7 cavallo del nero · e5 pedone del nero · c4 alfiere del bianco · f4 pedone del nero · b3 torre del bianco · d3 pedone del bianco · e3 re del nero · f3 pedone del bianco · h3 donna del bianco · d2 torre del nero · e2 cavallo del bianco · c1 alfiere del bianco · e1 torre del bianco · g1 re del bianco | b7 donna del nero · g7 cavallo del nero · e5 pedone del nero · c4 alfiere del bianco · f4 pedone del nero · b3 torre del bianco · d3 pedone del bianco · e3 re del nero · f3 pedone del bianco · h3 donna del bianco · d2 torre del nero · e2 cavallo del bianco · c1 alfiere del bianco · e1 torre del bianco · g1 re del bianco | b7 donna del nero · g7 cavallo del nero · e5 pedone del nero · c4 alfiere del bianco · f4 pedone del nero · b3 torre del bianco · d3 pedone del bianco · e3 re del nero · f3 pedone del bianco · h3 donna del bianco · d2 torre del nero · e2 cavallo del bianco · c1 alfiere del bianco · e1 torre del bianco · g1 re del bianco | b7 donna del nero · g7 cavallo del nero · e5 pedone del nero · c4 alfiere del bianco · f4 pedone del nero · b3 torre del bianco · d3 pedone del bianco · e3 re del nero · f3 pedone del bianco · h3 donna del bianco · d2 torre del nero · e2 cavallo del bianco · c1 alfiere del bianco · e1 torre del bianco · g1 re del bianco | b7 donna del nero · g7 cavallo del nero · e5 pedone del nero · c4 alfiere del bianco · f4 pedone del nero · b3 torre del bianco · d3 pedone del bianco · e3 re del nero · f3 pedone del bianco · h3 donna del bianco · d2 torre del nero · e2 cavallo del bianco · c1 alfiere del bianco · e1 torre del bianco · g1 re del bianco | b7 donna del nero · g7 cavallo del nero · e5 pedone del nero · c4 alfiere del bianco · f4 pedone del nero · b3 torre del bianco · d3 pedone del bianco · e3 re del nero · f3 pedone del bianco · h3 donna del bianco · d2 torre del nero · e2 cavallo del bianco · c1 alfiere del bianco · e1 torre del bianco · g1 re del bianco | b7 donna del nero · g7 cavallo del nero · e5 pedone del nero · c4 alfiere del bianco · f4 pedone del nero · b3 torre del bianco · d3 pedone del bianco · e3 re del nero · f3 pedone del bianco · h3 donna del bianco · d2 torre del nero · e2 cavallo del bianco · c1 alfiere del bianco · e1 torre del bianco · g1 re del bianco | b7 donna del nero · g7 cavallo del nero · e5 pedone del nero · c4 alfiere del bianco · f4 pedone del nero · b3 torre del bianco · d3 pedone del bianco · e3 re del nero · f3 pedone del bianco · h3 donna del bianco · d2 torre del nero · e2 cavallo del bianco · c1 alfiere del bianco · e1 torre del bianco · g1 re del bianco | 1 |
|   | a | b | c | d | e | f | g | h |   |

Soluzione:
Chiave: 1. Dd7!  (min. 2. Cd4#)
1... Dxd7/d5  2. d4#

1... Dxf3  2. Da7#

|   | a | b | c | d | e | f | g | h |   |
| 8 | b8 cavallo del nero · d8 alfiere del nero · e8 re del bianco · d6 torre del bianco · b5 pedone del nero · c5 re del nero · d5 pedone del bianco · e5 pedone del bianco · h5 pedone del nero · b4 cavallo del bianco · d4 torre del nero · h4 torre del nero · a3 pedone del nero · b3 pedone del bianco · b2 cavallo del nero · c2 cavallo del bianco · d1 donna del nero · e1 alfiere del bianco · g1 donna del bianco | b8 cavallo del nero · d8 alfiere del nero · e8 re del bianco · d6 torre del bianco · b5 pedone del nero · c5 re del nero · d5 pedone del bianco · e5 pedone del bianco · h5 pedone del nero · b4 cavallo del bianco · d4 torre del nero · h4 torre del nero · a3 pedone del nero · b3 pedone del bianco · b2 cavallo del nero · c2 cavallo del bianco · d1 donna del nero · e1 alfiere del bianco · g1 donna del bianco | b8 cavallo del nero · d8 alfiere del nero · e8 re del bianco · d6 torre del bianco · b5 pedone del nero · c5 re del nero · d5 pedone del bianco · e5 pedone del bianco · h5 pedone del nero · b4 cavallo del bianco · d4 torre del nero · h4 torre del nero · a3 pedone del nero · b3 pedone del bianco · b2 cavallo del nero · c2 cavallo del bianco · d1 donna del nero · e1 alfiere del bianco · g1 donna del bianco | b8 cavallo del nero · d8 alfiere del nero · e8 re del bianco · d6 torre del bianco · b5 pedone del nero · c5 re del nero · d5 pedone del bianco · e5 pedone del bianco · h5 pedone del nero · b4 cavallo del bianco · d4 torre del nero · h4 torre del nero · a3 pedone del nero · b3 pedone del bianco · b2 cavallo del nero · c2 cavallo del bianco · d1 donna del nero · e1 alfiere del bianco · g1 donna del bianco | b8 cavallo del nero · d8 alfiere del nero · e8 re del bianco · d6 torre del bianco · b5 pedone del nero · c5 re del nero · d5 pedone del bianco · e5 pedone del bianco · h5 pedone del nero · b4 cavallo del bianco · d4 torre del nero · h4 torre del nero · a3 pedone del nero · b3 pedone del bianco · b2 cavallo del nero · c2 cavallo del bianco · d1 donna del nero · e1 alfiere del bianco · g1 donna del bianco | b8 cavallo del nero · d8 alfiere del nero · e8 re del bianco · d6 torre del bianco · b5 pedone del nero · c5 re del nero · d5 pedone del bianco · e5 pedone del bianco · h5 pedone del nero · b4 cavallo del bianco · d4 torre del nero · h4 torre del nero · a3 pedone del nero · b3 pedone del bianco · b2 cavallo del nero · c2 cavallo del bianco · d1 donna del nero · e1 alfiere del bianco · g1 donna del bianco | b8 cavallo del nero · d8 alfiere del nero · e8 re del bianco · d6 torre del bianco · b5 pedone del nero · c5 re del nero · d5 pedone del bianco · e5 pedone del bianco · h5 pedone del nero · b4 cavallo del bianco · d4 torre del nero · h4 torre del nero · a3 pedone del nero · b3 pedone del bianco · b2 cavallo del nero · c2 cavallo del bianco · d1 donna del nero · e1 alfiere del bianco · g1 donna del bianco | b8 cavallo del nero · d8 alfiere del nero · e8 re del bianco · d6 torre del bianco · b5 pedone del nero · c5 re del nero · d5 pedone del bianco · e5 pedone del bianco · h5 pedone del nero · b4 cavallo del bianco · d4 torre del nero · h4 torre del nero · a3 pedone del nero · b3 pedone del bianco · b2 cavallo del nero · c2 cavallo del bianco · d1 donna del nero · e1 alfiere del bianco · g1 donna del bianco | 8 |
| 7 | b8 cavallo del nero · d8 alfiere del nero · e8 re del bianco · d6 torre del bianco · b5 pedone del nero · c5 re del nero · d5 pedone del bianco · e5 pedone del bianco · h5 pedone del nero · b4 cavallo del bianco · d4 torre del nero · h4 torre del nero · a3 pedone del nero · b3 pedone del bianco · b2 cavallo del nero · c2 cavallo del bianco · d1 donna del nero · e1 alfiere del bianco · g1 donna del bianco | b8 cavallo del nero · d8 alfiere del nero · e8 re del bianco · d6 torre del bianco · b5 pedone del nero · c5 re del nero · d5 pedone del bianco · e5 pedone del bianco · h5 pedone del nero · b4 cavallo del bianco · d4 torre del nero · h4 torre del nero · a3 pedone del nero · b3 pedone del bianco · b2 cavallo del nero · c2 cavallo del bianco · d1 donna del nero · e1 alfiere del bianco · g1 donna del bianco | b8 cavallo del nero · d8 alfiere del nero · e8 re del bianco · d6 torre del bianco · b5 pedone del nero · c5 re del nero · d5 pedone del bianco · e5 pedone del bianco · h5 pedone del nero · b4 cavallo del bianco · d4 torre del nero · h4 torre del nero · a3 pedone del nero · b3 pedone del bianco · b2 cavallo del nero · c2 cavallo del bianco · d1 donna del nero · e1 alfiere del bianco · g1 donna del bianco | b8 cavallo del nero · d8 alfiere del nero · e8 re del bianco · d6 torre del bianco · b5 pedone del nero · c5 re del nero · d5 pedone del bianco · e5 pedone del bianco · h5 pedone del nero · b4 cavallo del bianco · d4 torre del nero · h4 torre del nero · a3 pedone del nero · b3 pedone del bianco · b2 cavallo del nero · c2 cavallo del bianco · d1 donna del nero · e1 alfiere del bianco · g1 donna del bianco | b8 cavallo del nero · d8 alfiere del nero · e8 re del bianco · d6 torre del bianco · b5 pedone del nero · c5 re del nero · d5 pedone del bianco · e5 pedone del bianco · h5 pedone del nero · b4 cavallo del bianco · d4 torre del nero · h4 torre del nero · a3 pedone del nero · b3 pedone del bianco · b2 cavallo del nero · c2 cavallo del bianco · d1 donna del nero · e1 alfiere del bianco · g1 donna del bianco | b8 cavallo del nero · d8 alfiere del nero · e8 re del bianco · d6 torre del bianco · b5 pedone del nero · c5 re del nero · d5 pedone del bianco · e5 pedone del bianco · h5 pedone del nero · b4 cavallo del bianco · d4 torre del nero · h4 torre del nero · a3 pedone del nero · b3 pedone del bianco · b2 cavallo del nero · c2 cavallo del bianco · d1 donna del nero · e1 alfiere del bianco · g1 donna del bianco | b8 cavallo del nero · d8 alfiere del nero · e8 re del bianco · d6 torre del bianco · b5 pedone del nero · c5 re del nero · d5 pedone del bianco · e5 pedone del bianco · h5 pedone del nero · b4 cavallo del bianco · d4 torre del nero · h4 torre del nero · a3 pedone del nero · b3 pedone del bianco · b2 cavallo del nero · c2 cavallo del bianco · d1 donna del nero · e1 alfiere del bianco · g1 donna del bianco | b8 cavallo del nero · d8 alfiere del nero · e8 re del bianco · d6 torre del bianco · b5 pedone del nero · c5 re del nero · d5 pedone del bianco · e5 pedone del bianco · h5 pedone del nero · b4 cavallo del bianco · d4 torre del nero · h4 torre del nero · a3 pedone del nero · b3 pedone del bianco · b2 cavallo del nero · c2 cavallo del bianco · d1 donna del nero · e1 alfiere del bianco · g1 donna del bianco | 7 |
| 6 | b8 cavallo del nero · d8 alfiere del nero · e8 re del bianco · d6 torre del bianco · b5 pedone del nero · c5 re del nero · d5 pedone del bianco · e5 pedone del bianco · h5 pedone del nero · b4 cavallo del bianco · d4 torre del nero · h4 torre del nero · a3 pedone del nero · b3 pedone del bianco · b2 cavallo del nero · c2 cavallo del bianco · d1 donna del nero · e1 alfiere del bianco · g1 donna del bianco | b8 cavallo del nero · d8 alfiere del nero · e8 re del bianco · d6 torre del bianco · b5 pedone del nero · c5 re del nero · d5 pedone del bianco · e5 pedone del bianco · h5 pedone del nero · b4 cavallo del bianco · d4 torre del nero · h4 torre del nero · a3 pedone del nero · b3 pedone del bianco · b2 cavallo del nero · c2 cavallo del bianco · d1 donna del nero · e1 alfiere del bianco · g1 donna del bianco | b8 cavallo del nero · d8 alfiere del nero · e8 re del bianco · d6 torre del bianco · b5 pedone del nero · c5 re del nero · d5 pedone del bianco · e5 pedone del bianco · h5 pedone del nero · b4 cavallo del bianco · d4 torre del nero · h4 torre del nero · a3 pedone del nero · b3 pedone del bianco · b2 cavallo del nero · c2 cavallo del bianco · d1 donna del nero · e1 alfiere del bianco · g1 donna del bianco | b8 cavallo del nero · d8 alfiere del nero · e8 re del bianco · d6 torre del bianco · b5 pedone del nero · c5 re del nero · d5 pedone del bianco · e5 pedone del bianco · h5 pedone del nero · b4 cavallo del bianco · d4 torre del nero · h4 torre del nero · a3 pedone del nero · b3 pedone del bianco · b2 cavallo del nero · c2 cavallo del bianco · d1 donna del nero · e1 alfiere del bianco · g1 donna del bianco | b8 cavallo del nero · d8 alfiere del nero · e8 re del bianco · d6 torre del bianco · b5 pedone del nero · c5 re del nero · d5 pedone del bianco · e5 pedone del bianco · h5 pedone del nero · b4 cavallo del bianco · d4 torre del nero · h4 torre del nero · a3 pedone del nero · b3 pedone del bianco · b2 cavallo del nero · c2 cavallo del bianco · d1 donna del nero · e1 alfiere del bianco · g1 donna del bianco | b8 cavallo del nero · d8 alfiere del nero · e8 re del bianco · d6 torre del bianco · b5 pedone del nero · c5 re del nero · d5 pedone del bianco · e5 pedone del bianco · h5 pedone del nero · b4 cavallo del bianco · d4 torre del nero · h4 torre del nero · a3 pedone del nero · b3 pedone del bianco · b2 cavallo del nero · c2 cavallo del bianco · d1 donna del nero · e1 alfiere del bianco · g1 donna del bianco | b8 cavallo del nero · d8 alfiere del nero · e8 re del bianco · d6 torre del bianco · b5 pedone del nero · c5 re del nero · d5 pedone del bianco · e5 pedone del bianco · h5 pedone del nero · b4 cavallo del bianco · d4 torre del nero · h4 torre del nero · a3 pedone del nero · b3 pedone del bianco · b2 cavallo del nero · c2 cavallo del bianco · d1 donna del nero · e1 alfiere del bianco · g1 donna del bianco | b8 cavallo del nero · d8 alfiere del nero · e8 re del bianco · d6 torre del bianco · b5 pedone del nero · c5 re del nero · d5 pedone del bianco · e5 pedone del bianco · h5 pedone del nero · b4 cavallo del bianco · d4 torre del nero · h4 torre del nero · a3 pedone del nero · b3 pedone del bianco · b2 cavallo del nero · c2 cavallo del bianco · d1 donna del nero · e1 alfiere del bianco · g1 donna del bianco | 6 |
| 5 | b8 cavallo del nero · d8 alfiere del nero · e8 re del bianco · d6 torre del bianco · b5 pedone del nero · c5 re del nero · d5 pedone del bianco · e5 pedone del bianco · h5 pedone del nero · b4 cavallo del bianco · d4 torre del nero · h4 torre del nero · a3 pedone del nero · b3 pedone del bianco · b2 cavallo del nero · c2 cavallo del bianco · d1 donna del nero · e1 alfiere del bianco · g1 donna del bianco | b8 cavallo del nero · d8 alfiere del nero · e8 re del bianco · d6 torre del bianco · b5 pedone del nero · c5 re del nero · d5 pedone del bianco · e5 pedone del bianco · h5 pedone del nero · b4 cavallo del bianco · d4 torre del nero · h4 torre del nero · a3 pedone del nero · b3 pedone del bianco · b2 cavallo del nero · c2 cavallo del bianco · d1 donna del nero · e1 alfiere del bianco · g1 donna del bianco | b8 cavallo del nero · d8 alfiere del nero · e8 re del bianco · d6 torre del bianco · b5 pedone del nero · c5 re del nero · d5 pedone del bianco · e5 pedone del bianco · h5 pedone del nero · b4 cavallo del bianco · d4 torre del nero · h4 torre del nero · a3 pedone del nero · b3 pedone del bianco · b2 cavallo del nero · c2 cavallo del bianco · d1 donna del nero · e1 alfiere del bianco · g1 donna del bianco | b8 cavallo del nero · d8 alfiere del nero · e8 re del bianco · d6 torre del bianco · b5 pedone del nero · c5 re del nero · d5 pedone del bianco · e5 pedone del bianco · h5 pedone del nero · b4 cavallo del bianco · d4 torre del nero · h4 torre del nero · a3 pedone del nero · b3 pedone del bianco · b2 cavallo del nero · c2 cavallo del bianco · d1 donna del nero · e1 alfiere del bianco · g1 donna del bianco | b8 cavallo del nero · d8 alfiere del nero · e8 re del bianco · d6 torre del bianco · b5 pedone del nero · c5 re del nero · d5 pedone del bianco · e5 pedone del bianco · h5 pedone del nero · b4 cavallo del bianco · d4 torre del nero · h4 torre del nero · a3 pedone del nero · b3 pedone del bianco · b2 cavallo del nero · c2 cavallo del bianco · d1 donna del nero · e1 alfiere del bianco · g1 donna del bianco | b8 cavallo del nero · d8 alfiere del nero · e8 re del bianco · d6 torre del bianco · b5 pedone del nero · c5 re del nero · d5 pedone del bianco · e5 pedone del bianco · h5 pedone del nero · b4 cavallo del bianco · d4 torre del nero · h4 torre del nero · a3 pedone del nero · b3 pedone del bianco · b2 cavallo del nero · c2 cavallo del bianco · d1 donna del nero · e1 alfiere del bianco · g1 donna del bianco | b8 cavallo del nero · d8 alfiere del nero · e8 re del bianco · d6 torre del bianco · b5 pedone del nero · c5 re del nero · d5 pedone del bianco · e5 pedone del bianco · h5 pedone del nero · b4 cavallo del bianco · d4 torre del nero · h4 torre del nero · a3 pedone del nero · b3 pedone del bianco · b2 cavallo del nero · c2 cavallo del bianco · d1 donna del nero · e1 alfiere del bianco · g1 donna del bianco | b8 cavallo del nero · d8 alfiere del nero · e8 re del bianco · d6 torre del bianco · b5 pedone del nero · c5 re del nero · d5 pedone del bianco · e5 pedone del bianco · h5 pedone del nero · b4 cavallo del bianco · d4 torre del nero · h4 torre del nero · a3 pedone del nero · b3 pedone del bianco · b2 cavallo del nero · c2 cavallo del bianco · d1 donna del nero · e1 alfiere del bianco · g1 donna del bianco | 5 |
| 4 | b8 cavallo del nero · d8 alfiere del nero · e8 re del bianco · d6 torre del bianco · b5 pedone del nero · c5 re del nero · d5 pedone del bianco · e5 pedone del bianco · h5 pedone del nero · b4 cavallo del bianco · d4 torre del nero · h4 torre del nero · a3 pedone del nero · b3 pedone del bianco · b2 cavallo del nero · c2 cavallo del bianco · d1 donna del nero · e1 alfiere del bianco · g1 donna del bianco | b8 cavallo del nero · d8 alfiere del nero · e8 re del bianco · d6 torre del bianco · b5 pedone del nero · c5 re del nero · d5 pedone del bianco · e5 pedone del bianco · h5 pedone del nero · b4 cavallo del bianco · d4 torre del nero · h4 torre del nero · a3 pedone del nero · b3 pedone del bianco · b2 cavallo del nero · c2 cavallo del bianco · d1 donna del nero · e1 alfiere del bianco · g1 donna del bianco | b8 cavallo del nero · d8 alfiere del nero · e8 re del bianco · d6 torre del bianco · b5 pedone del nero · c5 re del nero · d5 pedone del bianco · e5 pedone del bianco · h5 pedone del nero · b4 cavallo del bianco · d4 torre del nero · h4 torre del nero · a3 pedone del nero · b3 pedone del bianco · b2 cavallo del nero · c2 cavallo del bianco · d1 donna del nero · e1 alfiere del bianco · g1 donna del bianco | b8 cavallo del nero · d8 alfiere del nero · e8 re del bianco · d6 torre del bianco · b5 pedone del nero · c5 re del nero · d5 pedone del bianco · e5 pedone del bianco · h5 pedone del nero · b4 cavallo del bianco · d4 torre del nero · h4 torre del nero · a3 pedone del nero · b3 pedone del bianco · b2 cavallo del nero · c2 cavallo del bianco · d1 donna del nero · e1 alfiere del bianco · g1 donna del bianco | b8 cavallo del nero · d8 alfiere del nero · e8 re del bianco · d6 torre del bianco · b5 pedone del nero · c5 re del nero · d5 pedone del bianco · e5 pedone del bianco · h5 pedone del nero · b4 cavallo del bianco · d4 torre del nero · h4 torre del nero · a3 pedone del nero · b3 pedone del bianco · b2 cavallo del nero · c2 cavallo del bianco · d1 donna del nero · e1 alfiere del bianco · g1 donna del bianco | b8 cavallo del nero · d8 alfiere del nero · e8 re del bianco · d6 torre del bianco · b5 pedone del nero · c5 re del nero · d5 pedone del bianco · e5 pedone del bianco · h5 pedone del nero · b4 cavallo del bianco · d4 torre del nero · h4 torre del nero · a3 pedone del nero · b3 pedone del bianco · b2 cavallo del nero · c2 cavallo del bianco · d1 donna del nero · e1 alfiere del bianco · g1 donna del bianco | b8 cavallo del nero · d8 alfiere del nero · e8 re del bianco · d6 torre del bianco · b5 pedone del nero · c5 re del nero · d5 pedone del bianco · e5 pedone del bianco · h5 pedone del nero · b4 cavallo del bianco · d4 torre del nero · h4 torre del nero · a3 pedone del nero · b3 pedone del bianco · b2 cavallo del nero · c2 cavallo del bianco · d1 donna del nero · e1 alfiere del bianco · g1 donna del bianco | b8 cavallo del nero · d8 alfiere del nero · e8 re del bianco · d6 torre del bianco · b5 pedone del nero · c5 re del nero · d5 pedone del bianco · e5 pedone del bianco · h5 pedone del nero · b4 cavallo del bianco · d4 torre del nero · h4 torre del nero · a3 pedone del nero · b3 pedone del bianco · b2 cavallo del nero · c2 cavallo del bianco · d1 donna del nero · e1 alfiere del bianco · g1 donna del bianco | 4 |
| 3 | b8 cavallo del nero · d8 alfiere del nero · e8 re del bianco · d6 torre del bianco · b5 pedone del nero · c5 re del nero · d5 pedone del bianco · e5 pedone del bianco · h5 pedone del nero · b4 cavallo del bianco · d4 torre del nero · h4 torre del nero · a3 pedone del nero · b3 pedone del bianco · b2 cavallo del nero · c2 cavallo del bianco · d1 donna del nero · e1 alfiere del bianco · g1 donna del bianco | b8 cavallo del nero · d8 alfiere del nero · e8 re del bianco · d6 torre del bianco · b5 pedone del nero · c5 re del nero · d5 pedone del bianco · e5 pedone del bianco · h5 pedone del nero · b4 cavallo del bianco · d4 torre del nero · h4 torre del nero · a3 pedone del nero · b3 pedone del bianco · b2 cavallo del nero · c2 cavallo del bianco · d1 donna del nero · e1 alfiere del bianco · g1 donna del bianco | b8 cavallo del nero · d8 alfiere del nero · e8 re del bianco · d6 torre del bianco · b5 pedone del nero · c5 re del nero · d5 pedone del bianco · e5 pedone del bianco · h5 pedone del nero · b4 cavallo del bianco · d4 torre del nero · h4 torre del nero · a3 pedone del nero · b3 pedone del bianco · b2 cavallo del nero · c2 cavallo del bianco · d1 donna del nero · e1 alfiere del bianco · g1 donna del bianco | b8 cavallo del nero · d8 alfiere del nero · e8 re del bianco · d6 torre del bianco · b5 pedone del nero · c5 re del nero · d5 pedone del bianco · e5 pedone del bianco · h5 pedone del nero · b4 cavallo del bianco · d4 torre del nero · h4 torre del nero · a3 pedone del nero · b3 pedone del bianco · b2 cavallo del nero · c2 cavallo del bianco · d1 donna del nero · e1 alfiere del bianco · g1 donna del bianco | b8 cavallo del nero · d8 alfiere del nero · e8 re del bianco · d6 torre del bianco · b5 pedone del nero · c5 re del nero · d5 pedone del bianco · e5 pedone del bianco · h5 pedone del nero · b4 cavallo del bianco · d4 torre del nero · h4 torre del nero · a3 pedone del nero · b3 pedone del bianco · b2 cavallo del nero · c2 cavallo del bianco · d1 donna del nero · e1 alfiere del bianco · g1 donna del bianco | b8 cavallo del nero · d8 alfiere del nero · e8 re del bianco · d6 torre del bianco · b5 pedone del nero · c5 re del nero · d5 pedone del bianco · e5 pedone del bianco · h5 pedone del nero · b4 cavallo del bianco · d4 torre del nero · h4 torre del nero · a3 pedone del nero · b3 pedone del bianco · b2 cavallo del nero · c2 cavallo del bianco · d1 donna del nero · e1 alfiere del bianco · g1 donna del bianco | b8 cavallo del nero · d8 alfiere del nero · e8 re del bianco · d6 torre del bianco · b5 pedone del nero · c5 re del nero · d5 pedone del bianco · e5 pedone del bianco · h5 pedone del nero · b4 cavallo del bianco · d4 torre del nero · h4 torre del nero · a3 pedone del nero · b3 pedone del bianco · b2 cavallo del nero · c2 cavallo del bianco · d1 donna del nero · e1 alfiere del bianco · g1 donna del bianco | b8 cavallo del nero · d8 alfiere del nero · e8 re del bianco · d6 torre del bianco · b5 pedone del nero · c5 re del nero · d5 pedone del bianco · e5 pedone del bianco · h5 pedone del nero · b4 cavallo del bianco · d4 torre del nero · h4 torre del nero · a3 pedone del nero · b3 pedone del bianco · b2 cavallo del nero · c2 cavallo del bianco · d1 donna del nero · e1 alfiere del bianco · g1 donna del bianco | 3 |
| 2 | b8 cavallo del nero · d8 alfiere del nero · e8 re del bianco · d6 torre del bianco · b5 pedone del nero · c5 re del nero · d5 pedone del bianco · e5 pedone del bianco · h5 pedone del nero · b4 cavallo del bianco · d4 torre del nero · h4 torre del nero · a3 pedone del nero · b3 pedone del bianco · b2 cavallo del nero · c2 cavallo del bianco · d1 donna del nero · e1 alfiere del bianco · g1 donna del bianco | b8 cavallo del nero · d8 alfiere del nero · e8 re del bianco · d6 torre del bianco · b5 pedone del nero · c5 re del nero · d5 pedone del bianco · e5 pedone del bianco · h5 pedone del nero · b4 cavallo del bianco · d4 torre del nero · h4 torre del nero · a3 pedone del nero · b3 pedone del bianco · b2 cavallo del nero · c2 cavallo del bianco · d1 donna del nero · e1 alfiere del bianco · g1 donna del bianco | b8 cavallo del nero · d8 alfiere del nero · e8 re del bianco · d6 torre del bianco · b5 pedone del nero · c5 re del nero · d5 pedone del bianco · e5 pedone del bianco · h5 pedone del nero · b4 cavallo del bianco · d4 torre del nero · h4 torre del nero · a3 pedone del nero · b3 pedone del bianco · b2 cavallo del nero · c2 cavallo del bianco · d1 donna del nero · e1 alfiere del bianco · g1 donna del bianco | b8 cavallo del nero · d8 alfiere del nero · e8 re del bianco · d6 torre del bianco · b5 pedone del nero · c5 re del nero · d5 pedone del bianco · e5 pedone del bianco · h5 pedone del nero · b4 cavallo del bianco · d4 torre del nero · h4 torre del nero · a3 pedone del nero · b3 pedone del bianco · b2 cavallo del nero · c2 cavallo del bianco · d1 donna del nero · e1 alfiere del bianco · g1 donna del bianco | b8 cavallo del nero · d8 alfiere del nero · e8 re del bianco · d6 torre del bianco · b5 pedone del nero · c5 re del nero · d5 pedone del bianco · e5 pedone del bianco · h5 pedone del nero · b4 cavallo del bianco · d4 torre del nero · h4 torre del nero · a3 pedone del nero · b3 pedone del bianco · b2 cavallo del nero · c2 cavallo del bianco · d1 donna del nero · e1 alfiere del bianco · g1 donna del bianco | b8 cavallo del nero · d8 alfiere del nero · e8 re del bianco · d6 torre del bianco · b5 pedone del nero · c5 re del nero · d5 pedone del bianco · e5 pedone del bianco · h5 pedone del nero · b4 cavallo del bianco · d4 torre del nero · h4 torre del nero · a3 pedone del nero · b3 pedone del bianco · b2 cavallo del nero · c2 cavallo del bianco · d1 donna del nero · e1 alfiere del bianco · g1 donna del bianco | b8 cavallo del nero · d8 alfiere del nero · e8 re del bianco · d6 torre del bianco · b5 pedone del nero · c5 re del nero · d5 pedone del bianco · e5 pedone del bianco · h5 pedone del nero · b4 cavallo del bianco · d4 torre del nero · h4 torre del nero · a3 pedone del nero · b3 pedone del bianco · b2 cavallo del nero · c2 cavallo del bianco · d1 donna del nero · e1 alfiere del bianco · g1 donna del bianco | b8 cavallo del nero · d8 alfiere del nero · e8 re del bianco · d6 torre del bianco · b5 pedone del nero · c5 re del nero · d5 pedone del bianco · e5 pedone del bianco · h5 pedone del nero · b4 cavallo del bianco · d4 torre del nero · h4 torre del nero · a3 pedone del nero · b3 pedone del bianco · b2 cavallo del nero · c2 cavallo del bianco · d1 donna del nero · e1 alfiere del bianco · g1 donna del bianco | 2 |
| 1 | b8 cavallo del nero · d8 alfiere del nero · e8 re del bianco · d6 torre del bianco · b5 pedone del nero · c5 re del nero · d5 pedone del bianco · e5 pedone del bianco · h5 pedone del nero · b4 cavallo del bianco · d4 torre del nero · h4 torre del nero · a3 pedone del nero · b3 pedone del bianco · b2 cavallo del nero · c2 cavallo del bianco · d1 donna del nero · e1 alfiere del bianco · g1 donna del bianco | b8 cavallo del nero · d8 alfiere del nero · e8 re del bianco · d6 torre del bianco · b5 pedone del nero · c5 re del nero · d5 pedone del bianco · e5 pedone del bianco · h5 pedone del nero · b4 cavallo del bianco · d4 torre del nero · h4 torre del nero · a3 pedone del nero · b3 pedone del bianco · b2 cavallo del nero · c2 cavallo del bianco · d1 donna del nero · e1 alfiere del bianco · g1 donna del bianco | b8 cavallo del nero · d8 alfiere del nero · e8 re del bianco · d6 torre del bianco · b5 pedone del nero · c5 re del nero · d5 pedone del bianco · e5 pedone del bianco · h5 pedone del nero · b4 cavallo del bianco · d4 torre del nero · h4 torre del nero · a3 pedone del nero · b3 pedone del bianco · b2 cavallo del nero · c2 cavallo del bianco · d1 donna del nero · e1 alfiere del bianco · g1 donna del bianco | b8 cavallo del nero · d8 alfiere del nero · e8 re del bianco · d6 torre del bianco · b5 pedone del nero · c5 re del nero · d5 pedone del bianco · e5 pedone del bianco · h5 pedone del nero · b4 cavallo del bianco · d4 torre del nero · h4 torre del nero · a3 pedone del nero · b3 pedone del bianco · b2 cavallo del nero · c2 cavallo del bianco · d1 donna del nero · e1 alfiere del bianco · g1 donna del bianco | b8 cavallo del nero · d8 alfiere del nero · e8 re del bianco · d6 torre del bianco · b5 pedone del nero · c5 re del nero · d5 pedone del bianco · e5 pedone del bianco · h5 pedone del nero · b4 cavallo del bianco · d4 torre del nero · h4 torre del nero · a3 pedone del nero · b3 pedone del bianco · b2 cavallo del nero · c2 cavallo del bianco · d1 donna del nero · e1 alfiere del bianco · g1 donna del bianco | b8 cavallo del nero · d8 alfiere del nero · e8 re del bianco · d6 torre del bianco · b5 pedone del nero · c5 re del nero · d5 pedone del bianco · e5 pedone del bianco · h5 pedone del nero · b4 cavallo del bianco · d4 torre del nero · h4 torre del nero · a3 pedone del nero · b3 pedone del bianco · b2 cavallo del nero · c2 cavallo del bianco · d1 donna del nero · e1 alfiere del bianco · g1 donna del bianco | b8 cavallo del nero · d8 alfiere del nero · e8 re del bianco · d6 torre del bianco · b5 pedone del nero · c5 re del nero · d5 pedone del bianco · e5 pedone del bianco · h5 pedone del nero · b4 cavallo del bianco · d4 torre del nero · h4 torre del nero · a3 pedone del nero · b3 pedone del bianco · b2 cavallo del nero · c2 cavallo del bianco · d1 donna del nero · e1 alfiere del bianco · g1 donna del bianco | b8 cavallo del nero · d8 alfiere del nero · e8 re del bianco · d6 torre del bianco · b5 pedone del nero · c5 re del nero · d5 pedone del bianco · e5 pedone del bianco · h5 pedone del nero · b4 cavallo del bianco · d4 torre del nero · h4 torre del nero · a3 pedone del nero · b3 pedone del bianco · b2 cavallo del nero · c2 cavallo del bianco · d1 donna del nero · e1 alfiere del bianco · g1 donna del bianco | 1 |
|   | a | b | c | d | e | f | g | h |   |

Soluzione:
Tentativi: 1. Dg6? Af6!  - 1. Dg7? Ca4!
1. Dg8!  (min. 2. Ca6+ Cxa6 3. Tc6#)

1... Txb4  2. Dg1+ Tbd4  3. Ab4#